# Parnassius cephalus
Parnassius cephalus is een vlinder uit de familie van de pages (Papilionidae). De soort is voor het eerst wetenschappelijk beschreven door Grigori Jefimovitsj Groemm-Grzjimajlo in een publicatie uit 1891.

## Ondersoorten
- Parnassius cephalus cephalus
- Parnassius cephalus ameliae Manon & Hanus, 2014[2]
  - holotype: "male. 4.VII.1997. leg Amélie Manon"
  - instituut: Collectie Manon, Château-Arnoux, Frankrijk
  - typelocatie: "China, Sichuan, Barkam, col de Yakao, 4000 m"
- Parnassius cephalus dengxiaoping Weiss & Michel, 1989
- Parnassius cephalus eierhoffi Bang-Haas, 1938
- Parnassius cephalus elwesi Leech, 1893
- Parnassius cephalus erlaensis Sorimachi, 1992
- Parnassius cephalus horii Ohshima, 1985
- Parnassius cephalus irene Bryk & Eisner, 1937
- Parnassius cephalus micheli Weiss, 1992
- Parnassius cephalus paimaensis Yoshino, 1997
- Parnassius cephalus pythia Rothschild, 1932
- Parnassius cephalus rileyanus Bryk, 1932
- Parnassius cephalus sengei Bang-Haas, 1938
- Parnassius cephalus weissi Schulte, 1992